# 442 aC
El 442 va ser un any conegut a la seva era amb el nom d'any 312 ab urbe condita o de la fundació de Roma.

## Esdeveniments
- Publicació d'Antígona, obra de Sòfocles (data probable).[1]
- Erupció del Mont Popa a Myanmar.[2]
- Van ser elegits cònsols a Roma Marc Fabi Vibulà i Pòstum Ebuci Helva Còrnicen. Durant el seu consolat es va fundar una colònia a Ardea.[3]